# Seguenzia monocingulata
Seguenzia monocingulata är en snäckart som beskrevs av Sequenza 1876. Seguenzia monocingulata ingår i släktet Seguenzia och familjen Seguenziidae.

## Underarter
Arten delas in i följande underarter:
- S. m. monocingulata
- S. m. nitidi